# Ochyroceratidae
Famille
Les Ochyroceratidae sont une famille d'araignées aranéomorphes.

## Distribution

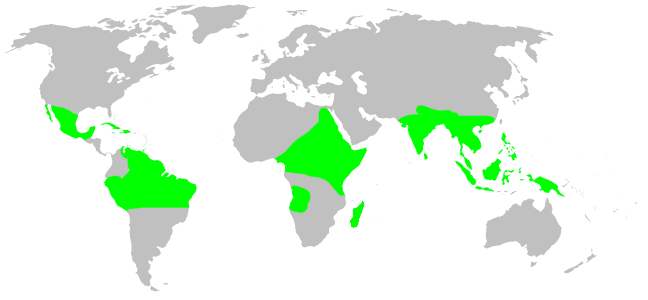
Distribution

Les espèces de cette famille se rencontrent en Asie, en Amérique, en Afrique et en Océanie.

## Paléontologie
Cette famille est connue depuis le Néogène.

## Liste des genres
Selon World Spider Catalog (version 26, 14/02/2025) :
- Dundocera Machado, 1951
- Euso Saaristo, 2001
- Lundacera Machado, 1951
- Ochyrocera Simon, 1892
- Ouette Saaristo, 1998
- Psiloochyrocera Baert, 2014
- Roche Saaristo, 1998
- Speocera Berland, 1914
- Theotima Simon, 1893

Selon World Spider Catalog (version 23.5, 2023) :
- † Arachnolithulus Wunderlich, 1988

## Systématique et taxinomie
Cette famille a été décrite par Fage en 1912.
La sous-famille des Psilodercinae a été élevée au rang de famille par Wunderlich en 2017.
Cette famille rassemble 184 espèces dans neuf genres.

## Publication originale
- Fage, 1912 : « Études sur les araignées cavernicoles. I. Révision des Ochyroceratidae (n. fam.). Biospelogica, XXV. » Archives de zoologie expérimentale et générale, vol. 5, no 10, p. 97-162 (texte intégral).